# Стварање Републике Српске: дневник 1993–1995.
Стварање Републике Српске: дневник : 1993–1995 је документарно дело објављено у две кљиге српског политичара, универзитетског професора, доктора наука и теоретичара књижевности Николе Кољевића (1936–1997) 2008. године у издању Службеног гласника из Београда и Службеног гласника Републике Српске из Бања Луке. Књигу је приредила Милица Кољевић.

## О аутору
Никола Кољевић (Бања Лука, 9. јун 1936 — Београд, 25. јануар 1997) је био потпредсједник Републике Српске, српски члан Предсједништва СР Босне и Херцеговине и предсједник Политичког савјета Српске демократске странке (СДС).

## О књизи
Књига је објављена једанаест година од смрти аутора, мада су се делови књиге појавили и раније. Припремила ју је Милица Кољевић, ауторова супруга.
Стварање Републике Српске: дневник : 1993-1995 представља дневничке белешке које је аутор писао по сећањима, документима и дневницима.  Записима је обухваћен период од 27. јануара 1993. до 15. децембра 1995. године - тешког периода Републике Српске.
Кољевић је кроз дневничке записе открио шта се све дешавало унутар цивилног и војног руководства Републике Српске. 
Говори о многим мировним преговорима и конференцијама, сукобима са Слободаном Милошевићем.Главни актери књиге, сем Милошевића су и Фрањо Туђман и Алија Изетбеговић. Ту су и Сајрус Венс и Дејвид Овен.
Сем дневничких записа књига садржи и бројне извештаје, саопштења, резолуције и одлуке органа и функционера УН, ЕУ, САД и РС, као и преписке челника и органа Републике Српске и представника међународне заједнице. На тај начин је аутор записе учинио документованим.
Књига садржи предговор Обрада Кесића и Давида Бајндера, предговор Милице Кољевић, и поговор Добрице Ђосића чији је наслов О "Стварању Републике Српске" и њеном писцу. Садржи и препоруке за даље читање, индекс важних имена и догађаја. Посебан део књиге чине мапе где се рат одвијао у Босни и Херцеговини.